# Legde/Quitzöbel
Legde/Quitzöbel – gmina w Niemczech w kraju związkowym Brandenburgia, w powiecie Prignitz, wchodzi w skład urzędu Bad Wilsnack/Weisen.